# NeoGAF
NeoGAF, anteriormente conocido como Gaming-Age Forums, es un foro de Internet que trata sobre videojuegos, fundado como complemento de Gaming-Age, un sitio web de noticias de videojuegos. El 4 de abril de 2006, GAF cambió su nombre a NeoGAF y comenzó a alojarse y administrarse de forma independiente.

## Historia
NeoGAF comenzó como "The Gaming-Age Forums", un foro para el sitio web de juegos Gaming-Age. A medida que Gaming-Age superó su hosting, IGN se hizo cargo del alojamiento de los foros de Gaming-Age. Después de que IGN dejara de ser host de GAF en el verano de 2001, GAF se mudó a ezboard, y la administración de GAF se separó de Gaming Age.
A medida que el personal de Gaming-Age se fue disolviendo gradualmente de la operación diaria de GAF, surgieron problemas con el nuevo hosting de Gamesquad. Como los errores de software en vBulletin 2, la versión que GAF estaba usando en ese momento, continuó empeorando, el alojamiento de Gamesquad se volvió cada vez más impráctico, hasta que la base de datos de los foros se corrompió, lo que obligó a moverse al nuevo hosting para cambiar el software y salvar lo que quedaba de la base de datos de los foros. En la primavera de 2004, se llevó a cabo una recaudación de fondos para mover GAF a un nuevo hosting. El 6 de junio de 2004, GAF tomó su forma más nueva (conocida como NeoGAF para los carteles de larga data) y se mudó a un nuevo hosting, vBulletin 3.
El 4 de abril de 2006, los foros fueron relanzados como NeoGAF, el primer monopolio, por sus administradores. NeoGAF también cuenta con su propia página de inicio, una admisión inicial de que la audiencia del foro se había desviado de la de su sitio de noticias de nacimiento, pero aun así ordenó un portal único para representar a los miembros del foro.
En una entrevista con VG247 en 2013, Tyler Malka afirmó que le ofrecieron $ 5 millones para vender el sitio web, rechazando la oferta. Un año más tarde declaró en un mensaje en el foro que la oferta se había duplicado, y luego dijo que también rechazó el trato.
El 21 de octubre de 2017, después de un escándalo de acoso sexual que involucró a Tyler Malka, la mayoría de su personal de moderación renunció, y muchos usuarios publicaron "hilos de suicidio" en los que exigen que se los excluya del foro. El sitio web se desconectó poco después. Neogaf fue restaurado, suspendiendo las secciones fuera del tema de la junta, y anunciando que la política sería en adelante un tema prohibido de discusión y que la moderación sería anónima.
Varios prominentes exmiembros de NeoGAF y ex moderadores lanzaron un nuevo foro llamado ResetEra unos días después.

## Respuesta de la industria
Se sabe que miembros importantes de la industria de los videojuegos han sido miembros del sitio web, como David Jaffe y Cliff Bleszinski, aunque actualmente ambos han abandonado el sitio.
En 2007, en un hilo sobre la renuncia de Peter Moore de Microsoft, habían usuario burlándose del vicepresidente de marketing global de Microsoft, Jeff Bell, Envió un mensaje personal preguntándoles "Y su contribución a la sociedad es... ¿qué?". Malka luego dijo que vio un cambio en los foros con personas en la industria de los juegos que tenían más cuidado con lo que publicaban.
En una publicación de 2009 sobre NeoGAF dedicada al juego Scribblenauts, el usuario "Feep" transmitió la experiencia de descubrir durante E3 que fue capaz de retroceder en el tiempo con una máquina del tiempo para recolectar un dinosaurio y vencer a un ejército de robots zombis. eso no podría ser derrotado con armas regulares. La historia, conmemorada como "Post 217", llevó al artista de juegos Edison Yan a crear una imagen de fondo de escritorio de la historia, en agradecimiento a la respuesta positiva del fanático al juego, y los términos "Post Two One Seven", "Feep" y "Neogaf" se incluyeron como objetos aceptables en el juego. El director de Scribblenauts, Jeremiah Slaczka, atribuyó la popularidad de "Post 217" de parte del éxito del juego en el E3, y señaló que se había puesto en contacto con Feep para obtener su permiso para incluir "Feep" (que aparece como un robot zombi) dentro del juego.
Describiendo las luchas de desarrollo de Rime , el cofundador de Tequila Works, Raúl Rubio Munárriz, dijo que leer las reacciones del foro lo hizo llorar por dos días y que si las leía al principio del desarrollo, el juego habría sido cancelado. "En parte porque no entiendo la crueldad, pero lo más importante es que pude ver todos esos años en esos dos días, y empecé a entender que tal vez la gente puede amar tanto algo que puede odiarlo".

## Controversias
NeoGAF fue criticado por una moderación sesgada y por la prohibición de disidentes políticos. Tyler "Evilore" Malka hizo un post admitiendo moderación sesgada por al menos un exmiembro del equipo de moderación. Malka declaró que el ex moderador prohibió a cientos de miembros sin justificación. Malka también hizo la declaración de que se debe alentar la discusión con diferentes puntos de vista, diciendo que las personas en el sitio web han sido "expulsadas, asesinadas, etiquetadas como traidoras por no sonar lo suficientemente enojadas, o por no estar totalmente a bordo condenando al ostracismo a otra persona". por las mismas razones ".